# Auxilium Pallacanestro Torino 1974-1975
La Auxilium nel 1974-1975 ha giocato in Serie A2 ottenendo la promozione in massima serie.

## Sponsor
Il title sponsor per il campionato è la Saclà e i colori sociali sono il blu e il rosso.
|  |

## Dirigenza
Presidente Onorario:  Carlo Ercole
Presidente:  Lorenzo Ercole
Resp. Giovanili e Vice Presidente:  Don Gino Borgogno
Direttore Generale:  Giuseppe De Stefano
Direttore Sportivo:  Giovanni Maffei
Medico Sociale:  Franco Paganelli

## Risultati
- Serie A2:
- stagione regolare: 2ª classificata promossa in Serie A1;
- poule scudetto: 7ª classificata.